# Ульянова Галина Олексіївна
Улья́нова Гали́на Олексі́ївна  — українська правознавиця, науковиця-цивілістка, доктор юридичних наук (2015), професор (2018), проректорка з навчальної роботи Національного університету «Одеська юридична академія» (з вересня 2019 року), адвокатка (з липня 2020 року).

## Біографічна довідка
У 2005 р. закінчила Одеську національну юридичну академію.
У 2008 р. захистила кандидатську дисертацію «Захист авторських прав у правовідносинах, які виникають у зв'язку з рекламою» (спеціальність 12.00.03 — цивільне право і цивільний процес; сімейне право; міжнародне приватне право).
У 2015 р. захистила докторську дисертацію «Методологічні проблеми цивільно-правового захисту прав інтелектуальної власності від плагіату» (спеціальність 12.00.03 — цивільне право і цивільний процес; сімейне право; міжнародне приватне право).
У 2012—2015 рр. як науковий співробітник брала участь у науково-дослідній роботі за темою фундаментальних досліджень: «Правові проблеми захисту авторських та суміжних прав від контрафакції, піратства та плагіату».
У вересні 2015 року стала переможцем третього одеського проекту популяризації наукових ідей «Science Slam». Виступ стосувався межі між креативним переосмисленням і плагіатом, засобів боротьби з крадіжкою ідей у сфері науки.
У 2015—2017 рр. як науковий співробітник бере участь у науково-дослідній роботі за темою фундаментальних досліджень: «Проблеми захисту права інтелектуальної власності в мережі Інтернет».
У 2018 р. присвоєно вчене звання професора. Це звання Г. О. Ульяновій присвоєно однією з перших в Україні серед юристів за новими правилами, що діють із 2016 року та включають, зокрема, навчання, стажування або роботу у виші в країні-члені ОЕСР або ЄС, наявність принаймні двох наукових статей, опублікованих після захисту докторської дисертації у виданнях, що входять до міжнародних наукометричних баз даних Scopus або Web of Science, наявність мовного сертифікату на рівні не нижче В2 з мов країн ЄС.
У липні 2020 р. отримала свідоцтво про право на зайняття адвокатською діяльністю (№001848 від 09.07.2020, видане Одеською обласною КДКА).

## Науково-організаційна діяльність
З вересня 2016 до вересня 2019 року Г. О. Ульянова — віце-президент, проректорка з наукової роботи Національного університету «Одеська юридична академія».
Із середини жовтня 2017 року Г. О. Ульянова — голова галузевої конкурсної комісії другого туру Всеукраїнського конкурсу студентських наукових робіт зі спеціальностей «Право» та «Міжнародне право» у 2017/2018 — 2019/2020 навчальних роках.
З кінця жовтня 2017 року Г. О. Ульянова — вчений секретар спеціалізованої вченої ради Д 41.086.04 з правом прийняття до розгляду та проведення захисту дисертацій на здобуття наукового ступеня доктора (кандидата) юридичних наук зі спеціальностей: 12.00.04 — господарське право; господарсько-процесуальне право; 12.00.06 — земельне право; аграрне право; екологічне право; природоресурсне право; 12.00.11 — міжнародне право; 12.00.12 — філософія права.
З листопада 2017 року є членом Координаційної ради проректорів з науково-педагогічної роботи та міжнародних зв'язків при Міністерстві освіти і науки України.
З вересня 2019 року Г. О. Ульянова — проректорка з навчальної роботи Національного університету «Одеська юридична академія».
Є членом редакційної колегії фахових наукових видань:
1. «Вісник Одеського науково-дослідного інституту судових експертиз Міністерства юстиції України»[10]
2. «Актуальні проблеми держави і права»[11]
3. «Наукові праці Національного університету «Одеська юридична академія»»[12]

## Основні наукові здобутки
Сфера наукових інтересів охоплює авторське право, захист прав інтелектуальної власності.
Дисертація Г. О. Ульянової на тему: «Методологічні проблеми цивільно-правового захисту прав інтелектуальної власності від плагіату» стала першим у вітчизняній науці цивільного права комплексним дослідженням методологічних проблем цивільно-правового захисту прав інтелектуальної власності від плагіату. У ній було вперше запропоновано концептуальний підхід до бачення плагіату як складного явища у сфері права інтелектуальної власності, що може розглядатися як:
1. порушення авторських прав творця первісного тексту;
2. зловживання правом на творчість особою, що вчиняє плагіат;
3. порушення прав споживачів інтелектуальної, творчої діяльності;
4. порушення етики творчості, професійної діяльності;
5. порушення публічного правопорядку (інтересів суспільства та держави) — у випадках, коли авторству надається суспільне значення.

Також було вперше обґрунтовано позицію про доцільність розрізнення поняття плагіату у широкому та вузькому значенні:
1. плагіат у широкому значенні — будь-яке запозичення чужого результату інтелектуальної, творчої діяльності або ідеї без вказівки джерела (автора) запозичення;
2. плагіат у вузькому значенні — навмисні неправомірні дії з привласнення авторства на чужі об'єкти права інтелектуальної, творчої діяльності, які призводять до порушення особистих немайнових та майнових прав інтелектуальної власності творців, прав та інтересів користувачів об'єктів права інтелектуальної власності та інтересів держави.

Крім того, автором запропоновано замінити наявну в літературі категорію «самоплагіат» на категорію «авторське дублювання наукових результатів», під яким слід розуміти неодноразове опублікування автором власної наукової праці у прихованій, видозміненій формі без суттєвої зміни сутнісного навантаження в різних джерелах (наукових статтях) з метою збільшення публікацій для забезпечення необхідної їх кількості для присудження наукового ступеня чи присвоєння вченого звання. Обґрунтовано, що авторське дублювання як порушення приписів законодавства доцільно виділяти лише у науковій сфері, де встановлено вимоги щодо апробації результатів наукових досліджень та мінімальної кількості публікацій.
У дисертації сформульовано пропозиції щодо внесення змін до законодавства та запропоновано:
1. у гл. 22 ЦК України закріпити право на заборону використання імені фізичної особи як творця щодо об'єктів інтелектуальної власності, які вона не створювала;
2. у Законі України «Про авторське право і суміжні права» розширити перелік немайнових прав та доповнити його правом забороняти приписування авторства, доповнити перелік порушень авторських та суміжних прав таким порушенням, як приписування авторства, а також закріпити мінімальний розмір немайнової шкоди, який підлягає обов'язковому відшкодуванню у випадку порушення права авторства та права на ім'я.

Результати дисертаційного дослідження впроваджено у діяльність Інституту законодавства Верховної Ради України.

## Основні праці
Г. О. Ульянова є автором понад 100 наукових публікацій. Деякі з них (усі монографії, зокрема і колективні, більшість наукових статей) подано нижче. Її роботи станом на середину 2025 року процитовано майже 300 разів.
1. Ульянова Г. О. Цивільно-правовий захист прав інтелектуальної власності від плагіату (проблеми теорії): монографія. — Одеса: видавець Букаєв Вадим Вікторович, 2015. — 348 с.
2. Право інтелектуальної власності: підручник: рекомендовано МОН України / за заг. ред. О. І. Харитонової. — Київ: Юрінком Інтер, 2016. — 540 с. (гл.6 § 2,3,5,7; гл.9 § 10; гл.10 § 2).
3. Ульянова Г. О. Промислова власність // Цивільне законодавство України в умовах адаптації до приватного права ЄС: навчальний посібник / за заг. ред. Є. О. Харитонова, К. Г. Некіт. — Одеса: Юридична література, 2017. — С. 196—201. ISBN 978-966-419-277-1.
4. Ульянова Г. О. Проблеми боротьби з плагіатом // Там само. — С. 212—219. ISBN 978-966-419-277-1.
5. Ульянова Г. О. Привласнення авторства і примус до співавторства як порушення авторських прав // Молодий вчений. — 2015. — № 2. — С. 874—877.
6. Ульянова Г. О. Правові засади захисту авторських прав від плагіату // Захист авторських прав від плагіату: монографія / О. І. Харитонова, Г. О. Ульянова; за заг. ред. О. І. Харитонової. — Одеса: Юридична література, 2014. — С. 113—199.
7. Ульянова Г. О., Харитонова О. І. Цивільне законодавство і законодавство про інтелектуальну власність // Цивільне законодавство України (основні категорії, принципи та концепти): монографія / авт. кол.; за заг. ред. Є. О. Харитонова. — Одеса: Фенікс, 2012. — С. 293—312.
8. Ульянова Г. О. Удосконалення захисту прав інтелектуальної власності // Цивільне право України (традиції та новації): монографія / наук. ред. Н. Ю. Голубєва. — Одеса: Фенікс, 2010. — С. 448—470.
9. Ульянова Г. О. Психологічні особливості плагіату та його зв'язок з творчими здібностями особистості // Наука і освіта. — 2017. — № 9. — 88-93.
10. Ульянов В. О., Ульянова Г. О. Академічний плагіат у медичних дослідженнях // Світ медицини і біології. — 2017. — Том 13. — № 4. — С. 219—224.
11. Ульянова Г. А. Плагиат как нарушение прав интеллектуальной собственности // Legea si Viata. — 2014. — № 5. — С. 118—121.
12. Ульянова Г. А. Плагиат в промышленной сфере // Jurnalul juridic national: teorie şi practică. — 2014. — № 1 (05). — С. 116—120.
13. Ульянова Г. А. Защита авторских прав от плагиата по законодательству Болгарии и Украины // Legea si Viata. — 2014. — № 7. — С. 37–41.
14. Ульянова Г. А. Судебная защита авторских прав от плагиата // Jurnalul juridic national: teorie şi practică. — 2014. — № 8. — С.137–141.
15. Ульянова Г. О. Плагіат в роботах школярів та студентів: актуальна проблема сьогодення // Актуальні проблеми держави і права. Вип. 71. — 2014. — С. 255—261.
16. Харитонова О. І., Ульянова Г. О. Академічний плагіат: поняття та наслідки виявлення відповідно до нового Закону України «Про вищу освіту» // Часопис цивілістики. — 2014. — Вип. 17. — С. 9–11.
17. Харитонова О. І., Ульянова Г. О. Поняття та особливості академічного плагіату // Наукові праці Національного університету «Одеська юридична академія». — Т. XIV. — Одеса: Юрид. літ-ра, 2014. — С. 146—153.
18. Ульянов О. І., Ульянова Г. О. Самоплагіат у науковій сфері // Південноукраїнський правничий часопис. — 2014. — № 4. — С. 102—104.
19. Ульянова Г. О. Плагіат як порушення авторських прав у сфері реклами // Часопис цивілістики. — 2014. — Вип. 16. — С. 93–97.
20. Ульянова Г. О., Кирилюк А. В. Правове регулювання відносин співавторства за законодавством України та Російської Федерації // Науковий вісник Ужгородського національного університету. Серія: Право. — 2012. — Вип. 20. — Ч. 2. — 2013. — С. 186—189.
21. Ульянова Г. О. Понятие и признаки плагиата по законодательству государств — участников СНГ // Науковий вісник Ужгородського національного університету. Серія: Право. — 2013. — Т. ІІ., Вип. 21. — С. 286—288.
22. Ульянова Г. О. Напрями попередження наукового плагіату // Наукові праці Національного університету «Одеська юридична академія». — Т. ХІІІ. — 2013. — С. 420—428.
23. Ульянова Г. О., Бурова Л. І. Медіація як альтернативний спосіб вирішення спорів у сфері права інтелектуальної власності // Південноукраїнський правничий часопис. — 2013. — № 4. — C. 107—110.
24. Ульянова Г. О. Правове забезпечення захисту авторських прав від плагіату // Часопис цивілістики. — 2012. — Вип. 13. — С. 124—128.
25. Харитонова О. І., Ульянова Г. О. Деякі проблеми співвідношення цивільного законодавства і законодавства про інтелектуальну власність // Часопис цивілістики. — 2012. — Вип.14. — С. 109—115.
26. Ульянова Г. О. Самозахист авторських прав при їх порушенні внаслідок плагіату // Науковий вісник Ужгородського національного університету. Серія: Право. — 2012. — Вип. 18. — С. 111—113.
27. Ульянова Г. О. Способи цивільно-правового захисту авторських прав при їх порушенні внаслідок плагіату // Науковий вісник Ужгородського національного університету. Серія: Право. — 2012. — Т. ІІ., Вип. 19. — С. 136—138.
28. Ульянова Г. О. Реклама як складний об'єкт авторського права // Південноукраїнський правничий часопис. — 2012 — № 4. — С. 105—108.
29. Ульянов О. І., Ульянова Г. О. Судовий захист прав інтелектуальної власності // Південноукраїнський правничий часопис. — 2012. — № 1. — С. 188—191.
30. Ульянова Г. О. Ознаки плагіату у сфері авторського права // Актуальні проблеми держави і права. Вип. 66. — Одеса: Юрид. літ-ра, 2012. — С. 259—265.
31. Ульянова Г. О. Захист прав творців реклами від неправомірного використанні рекламних матеріалів // Наукові праці Національного університету «Одеська юридична академія». — Т. ХІІ. — 2012. — С. 360—369.
32. Ульянова Г. О. Промисловий зразок як об'єкт прав інтелектуальної власності // Збірник наукових праць Міжрегіональної фінансово-юридичної академії (економіка, право). — 2011. — № 1. — С. 228—233.
33. Ульянова Г. О. Охоронні правовідносини інтелектуальної власності // Вісник Харківського національного університету імені В. Н. Каразіна. — 2011. — № 945. — С. 155—159.
34. Ульянова Г. О. Правове регулювання відносин, які виникають із договору про створення за замовленням і використання об'єкта права інтелектуальної власності, за законодавством України та Російської Федерації // Право та управління. — 2011. — № 1. — С. 457—464.
35. Ульянова Г. О. Складні та складені твори як об'єкти правовідносин інтелектуальної власності // Актуальні проблеми держави і права. Вип. 58. — 2011. — С. 436—441.
36. Ульянова Г. О. Актуальні питання запровадження медіації у сфері права інтелектуальної власності // Південноукраїнський правничий часопис. — 2010. — № 3. — С. 66–68.
37. Ульянова Г. О. Деякі питання співавторства // Актуальні проблеми держави і права. Вип. 53. — 2009. — С. 145—152.
38. Ульянова Г. А. Виды плагиата // Правовые реформы в постсоветских странах: достижения и проблемы: матер. Междунар. науч.-практ. конф., 28-29 марта 2014 г. / орг. ком.: Бужор В. [и др.]. — Кишинев: Sulian, 2014 (Tipogr. «Cetatea de Sus»). — С. 189—191.
39. Ulianova G. A., Kharytonova O. I., Posova D. D. Plagiarism as significant threat to the research and technological development activity // Proceedings of the International Ukrainian-Japanese Conference on Scientific and Industrial Cooperetion; 24-25 October 2013. — Odessa: ONPU, 2013. — С. 226—228.